# Plagithmysus aequalis
Plagithmysus aequalis är en skalbaggsart som beskrevs av Sharp 1896. Plagithmysus aequalis ingår i släktet Plagithmysus och familjen långhorningar. Inga underarter finns listade i Catalogue of Life.